# Daniel Henney
Daniel Phillip Henney (em coreano: Jeom Deok-su; nascido em 28 de novembro de 1979) é um ator e modelo estadunidense, conhecido por estrelar filmes como Seducing Mr. Perfect (2006), My Father (2007), X-Men Origens: Wolverine (2009), Shanghai Calling (2012), O Último Desafio (2013) e Big Hero 6 (2014).
Na televisão é popular por estrear os dramas coreanos como Spring Waltz (2006), My Lovely Sam Soon (2005) e as séries de televisão estadunidenses Criminal Minds: Beyond Borders e Criminal Minds.

## Biografia
Henney nasceu em Carson City, Michigan, sua mãe Christine é uma coreana americana que nasceu em Busan, Coreia do Sul e Philip Henney seu pai, é um irlandês americano. Henney foi um jogador de basquete no Carson City-Crystal High School e liderou os Eagles no campeonato MHSAA Central region (CSAA) durante seu último ano.

## Filmografia

### Televisão
| Ano       | Título                         | Papel                      | Notas                                                                                   |
| --------- | ------------------------------ | -------------------------- | --------------------------------------------------------------------------------------- |
| 2005      | My Lovely Sam Soon             | Dr. Henry Kim              | Elenco principal                                                                        |
| 2005      | Hello Franceska                | primeiro amor de Elizabeth | Participação, 2 episódios                                                               |
| 2006      | Spring Waltz                   | Philip                     | Elenco principal                                                                        |
| 2009      | Three Rivers                   | Dr. David Lee              | Elenco principal                                                                        |
| 2010      | The Fugitive: Plan B           | Kai                        | Elenco principal                                                                        |
| 2012-2013 | Hawaii Five-0                  | Michael Noshimuri          | Participação, 3 episódios                                                               |
| 2014      | Revolution                     | Peter Garner               | Participação, 3 episódios                                                               |
| 2014      | NCIS: Los Angeles              | NCIS Agent Paul Angelo     | Episódio: "Three Hearts"                                                                |
| 2014-2020 | Criminal Minds                 | Matthew "Matt" Simmons     | Convidado especial (temporadas 10 e 12) Papel principal (temporadas 13-15) 49 episódios |
| 2016–2017 | Criminal Minds: Beyond Borders | Matthew "Matt" Simmons     | Elenco principal; 26 episódios                                                          |
| 2016      | Dear My Friends                | Mark Smith                 |                                                                                         |
| 2017-2019 | Big Hero 6: The Series         | Tadashi Hamada             | Papel de voz; 6 episódios                                                               |
| TBA       | The Wheel of Time (TV series)  | Lan Mandragoran            | Série de tv                                                                             |

### Filmes
| Ano  | Título                                   | Papel               | Notas        |
| ---- | ---------------------------------------- | ------------------- | ------------ |
| 2006 | Seducing Mr. Perfect                     | Robin Heiden        |              |
| 2007 | My Father                                | James Parker        |              |
| 2009 | X-Men Origens: Wolverine                 | Agent Zero          |              |
| 2012 | Papa                                     | Produtor musical    | Participação |
| 2012 | Shanghai Calling                         | Sam Chao            |              |
| 2013 | O Último Desafio                         | Agente Phil Hayes   |              |
| 2013 | One Night Surprise                       | Bill                |              |
| 2013 | The Spy: Undercover Operation            | Ryan                |              |
| 2014 | Big Hero 6                               | Tadashi Hamada      | Voz          |
| 2017 | Mowgli                                   | Gool                | voz          |
| 2019 | Money (2019 film)                        | Roy Lee             |              |
| TBA  | Confidential Assignment 2: International | Jack, agente do FBI |              |
| TBA  | Searching 2                              | TBA                 |              |

## Prêmios e indicações
| Ano  | Premiação |
| ---- | --- |
| 2012 | - Newport Beach Film Festival: Desempenho Excepcional em Atuação por Shanghai Calling - Shanghai International Film Festival: Melhor Ator Revelação por Shanghai Calling |
| 2010 | - People's Choice Award: indicação para Elenco de Filme Favorito por X-Men Origens: Wolverine |
| 2008 | - Grand Bell Awards: Melhor Ator Revelação por My Father - Golden Cinematography Awards: Melhor Ator Revelação por My Father - Chunsa Film Art Awards: Melhor Ator Revelação por My Father                                                                                   |
| 2007 | - Korean Association of Film Critics Awards: Melhor Ator Revelação por My Father - Blue Dragon Film Awards: Melhor Ator Revelação por My Father - Korean Film Awards: Melhor Ator Revelação por My Father - Premiere Rising Star Awards: Melhor Ator Revelação por My Father |
| 2006 | - Dong Ah TV's Fashion Award: Melhor Bem Vestido |
| 2005 | - MBC Entertainment Awards: Melhor Bem Vestido - MBC Drama Awards: Melhor Ator Revelação por My Lovely Sam Soon |